# Clasificación para el Campeonato Europeo de la UEFA Sub-19 2016
La Clasificación para el Campeonato de Europa Sub-19 de la UEFA 2016 fue el torneo que determinó los clasificados al Campeonato de Europa Sub-19 de la UEFA 2016, realizado en Alemania. La competición constó de dos fases: la primera de ellas, la Ronda de clasificación, inició el 18 de septiembre y finalizó el 18 de noviembre de 2015; la segunda, llamada Ronda Élite, se disputó entre el 23 y el 30 de marzo de 2016.
El torneo fue disputado por 53 seleccionados y otorgó siete cupos para el Campeonato de Europa Sub-19, al cual Alemania ya se encontraba clasificado por ser la selección local. Para las convocatorias, fueron elegibles solamente jugadores nacidos luego del 1 de enero de 1997.

## Formato
La competición clasificatoria consistió en dos rondas:
- Fase de clasificación: Salvo España, que recibió una exención como el equipo con mayor coeficiente, los 52 equipos restantes se dividieron en 13 grupos de cuatro equipos. Cada grupo se jugó en formato de ronda única todos contra todos en uno de los países del grupo, seleccionado como anfitrión después del sorteo. Los 13 primeros del grupo, los 13 segundos y el tercero con el mejor resultado frente al primero y segundo de su grupo avanzaron a la ronda de élite.
- Ronda élite: Los 28 equipos se dividieron en siete grupos de cuatro equipos. Cada grupo se jugó en formato de ronda única todos contra todos en uno de los países del grupo, seleccionado como anfitrión después del sorteo. Los siete ganadores del grupo clasificaron al torneo final.

## Fase de clasificación

### Sorteo
El sorteo de la ronda de clasificación se celebró el 3 de diciembre de 2014, 09:50 CET (UTC+1), en la sede de la UEFA en Nyon, Suiza
Los equipos fueron ubicados de acuerdo a su coeficiente de clasificación, calculado sobre la base de lo siguiente:
- Campeonato Europeo de la UEFA Sub-19 2012 y competición clasificatoria (fase de clasificación y ronda de élite)
- Campeonato Europeo de la UEFA Sub-19 2013 y competición clasificatoria (fase de clasificación y ronda de élite)
- Campeonato Europeo de la UEFA Sub-19 2014 y competición clasificatoria (fase de clasificación y ronda de élite)

Cada grupo contenía dos equipos del Bombo A y dos equipos del Bombo B. Por motivos políticos, Armenia y Azerbaiyán (debido a la Guerra de Nagorno Karabaj), así como Rusia y Ucrania (debido a la intervención militar rusa en Ucrania) no podían formar parte del mismo grupo.
| Equipo | Coef.  | Ranking |
| ------ | ------ | ------- |
| España | 13.667 | 1       |

| Equipo          | Coef.  | Ranking |
| --------------- | ------ | ------- |
| Portugal        | 11.833 | 2       |
| Serbia          | 11.000 | 3       |
| Francia         | 10.333 | 4       |
| Inglaterra      | 9.833  | 5       |
| Turquía         | 9.500  | 6       |
| Georgia         | 8.500  | 7       |
| Austria         | 8.333  | 8       |
| Ucrania         | 8.167  | 9       |
| Dinamarca       | 7.667  | 10      |
| Países Bajos    | 7.500  | 11      |
| Croacia         | 7.167  | 12      |
| Grecia          | 6.833  | 13      |
| República Checa | 6.167  | 14      |
| Bélgica         | 6.000  | 15      |
| Irlanda         | 6.000  | 16      |
| Suiza           | 6.000  | 17      |
| Noruega         | 5.833  | 18      |
| Israel          | 5.833  | 19      |
| Italia          | 5.667  | 20      |
| Rumania         | 5.500  | 21      |
| Bulgaria        | 5.167  | 22      |
| Hungría         | 5.000  | 23      |
| Suecia          | 4.833  | 24      |
| Rusia           | 4.667  | 25      |
| Escocia         | 4.667  | 26      |
| Chipre          | 4.167  | 27      |

| Equipo               | Coef. | Ranking |
| -------------------- | ----- | ------- |
| Montenegro           | 4.167 | 28      |
| Bosnia y Herzegovina | 4.167 | 29      |
| Eslovenia            | 4.167 | 30      |
| Eslovaquia           | 4.167 | 31      |
| Macedonia del Norte  | 4.000 | 32      |
| Polonia              | 3.667 | 33      |
| Islandia             | 3.167 | 34      |
| Armenia              | 3.000 | 35      |
| Estonia              | 3.000 | 36      |
| Albania              | 3.000 | 37      |
| Gales                | 2.833 | 38      |
| Irlanda del Norte    | 2.667 | 39      |
| Letonia              | 2.333 | 40      |
| Finlandia            | 2.333 | 41      |
| Bielorrusia          | 2.000 | 42      |
| Lituania             | 1.833 | 43      |
| Azerbaiyán           | 1.667 | 44      |
| Malta                | 1.333 | 45      |
| Luxemburgo           | 1.000 | 46      |
| Islas Feroe          | 1.000 | 47      |
| Kazajistán           | 0.333 | 48      |
| Moldavia             | 0.333 | 49      |
| San Marino           | 0.000 | 50      |
| Andorra              | 0.000 | 51      |
| Liechtenstein        | 0.000 | 52      |
| Gibraltar            | 0.000 | 53      |

Nota
- Alemania (Coef.: 8.833) clasificó automáticamente al torneo final como anfitrión.

### Grupos
Los horarios hasta el 24 de octubre de 2015 fueron CEST (UTC+2), posteriormente los horarios fueron CET (UTC+1).

#### Grupo 1
Se disputó del 13 al 18 de noviembre de 2015 en Irlanda.
| Equipo    | Pts | PJ | PG | PE | PP | GF | GC | Dif |
| --------- | --- | -- | -- | -- | -- | -- | -- | --- |
| Eslovenia | 7   | 3  | 2  | 1  | 0  | 2  | 0  | 2   |
| Escocia   | 6   | 3  | 2  | 0  | 1  | 6  | 1  | 5   |
| Irlanda   | 3   | 3  | 1  | 0  | 2  | 3  | 5  | -2  |
| Letonia   | 1   | 3  | 0  | 1  | 2  | 0  | 5  | -5  |

| 13 de noviembre de 2015, 15:30 | Escocia                  | 2:0 (2:0) | Letonia | Markets Field, Limerick         |                                 |
|                                | Nesbitt 22' · Sammut 44' | Reporte   |         | Árbitro(s): Gunnar Jarl Jónsson | Árbitro(s): Gunnar Jarl Jónsson |

| 13 de noviembre de 2015, 17:00 | Irlanda | 0:1 (0:1) | Eslovenia   | Eamonn Deacy Park, Galway |                           |
|                                |         | Reporte   | Rokavec 32' | Árbitro(s): Antti Munukka | Árbitro(s): Antti Munukka |

| 15 de noviembre de 2015, 15:30 | Eslovenia | 1:0 (0:0) | Escocia | Markets Field, Limerick         |                                 |
|                                | Ivkič 73' | Reporte   |         | Árbitro(s): Gunnar Jarl Jónsson | Árbitro(s): Gunnar Jarl Jónsson |

| 15 de noviembre de 2015, 20:30 | Irlanda                    | 3:0 (1:0) | Letonia | Eamonn Deacy Park, Galway   |                             |
|                                | Mulhern 9' 64' · Kelly 56' | Reporte   |         | Árbitro(s): Alan Mario Sant | Árbitro(s): Alan Mario Sant |

| 18 de noviembre de 2015, 16:30 | Escocia                                                  | 4:0 (3:0) | Irlanda | Markets Field, Limerick   |                           |
|                                | Hardie 2' · Nesbitt 24' · Ros. McCrorie 30' · Kiltie 67' | Reporte   |         | Árbitro(s): Antti Munukka | Árbitro(s): Antti Munukka |

| 18 de noviembre de 2015, 16:30 | Letonia | 0:0     | Eslovenia | Eamonn Deacy Park, Galway   |                             |
|                                |         | Reporte |           | Árbitro(s): Alan Mario Sant | Árbitro(s): Alan Mario Sant |

#### Grupo 2
Se disputó del 18 al 23 de septiembre de 2015 en Croacia.
| Equipo     | Pts | PJ | PG | PE | PP | GF | GC | Dif |
| ---------- | --- | -- | -- | -- | -- | -- | -- | --- |
| Croacia    | 7   | 3  | 2  | 1  | 0  | 5  | 2  | 3   |
| Montenegro | 6   | 3  | 2  | 0  | 1  | 6  | 4  | 2   |
| Hungría    | 4   | 3  | 1  | 1  | 1  | 5  | 4  | 1   |
| Kazajistán | 0   | 3  | 0  | 0  | 3  | 1  | 7  | -6  |

| 18 de septiembre de 2015, 14:00 | Hungría                                                            | 4:0 (2:0) | Kazajistán | Stadion Veli Jože, Poreč      |                               |
|                                 | Haris 7' (pen.) · Petró 32' · Szatmári 83' (pen.) · Rózsahegyi 87' | Reporte   |            | Árbitro(s): Alexandre Boucaut | Árbitro(s): Alexandre Boucaut |

| 18 de septiembre de 2015, 16:00 | Croacia                     | 3:1 (2:1) | Montenegro  | Stadion Veruda, Pula     |                          |
|                                 | Matić 36' 45+1' · Božić 78' | Reporte   | Perović 40' | Árbitro(s): Jakob Kehlet | Árbitro(s): Jakob Kehlet |

| 20 de septiembre de 2015, 14:00 | Montenegro                              | 3:0 (1:0) | Hungría | Stadion Veruda, Pula          |                               |
|                                 | Camaj 45+1' · Banović 83' · Perović 88' | Reporte   |         | Árbitro(s): Alexandre Boucaut | Árbitro(s): Alexandre Boucaut |

| 20 de septiembre de 2015, 16:00 | Croacia     | 1:0 (1:0) | Kazajistán | Stadion Veli Jože, Poreč |                         |
|                                 | Brekalo 31' | Reporte   |            | Árbitro(s): Enea Jorgji  | Árbitro(s): Enea Jorgji |

| 23 de septiembre de 2015, 16:00 | Hungría      | 1:1 (1:0) | Croacia             | Stadion Veruda, Pula     |                          |
|                                 | Korozmán 15' | Reporte   | Kneževič 49' (pen.) | Árbitro(s): Jakob Kehlet | Árbitro(s): Jakob Kehlet |

| 23 de septiembre de 2015, 16:00 | Kazajistán | 1:2 (1:0) | Montenegro               | Stadion Veli Jože, Poreč |                         |
|                                 | Zyabko 15' | Reporte   | Rašo 55' · Vukicević 73' | Árbitro(s): Enea Jorgji  | Árbitro(s): Enea Jorgji |

#### Grupo 3
Se disputó del 11 al 16 de noviembre de 2015 en Chipre.
| Equipo     | Pts | PJ | PG | PE | PP | GF | GC | Dif |
| ---------- | --- | -- | -- | -- | -- | -- | -- | --- |
| Polonia    | 7   | 3  | 2  | 1  | 0  | 6  | 2  | 4   |
| Bulgaria   | 4   | 3  | 1  | 1  | 1  | 5  | 5  | 0   |
| Luxemburgo | 4   | 3  | 1  | 1  | 1  | 5  | 5  | 0   |
| Chipre     | 1   | 3  | 0  | 1  | 2  | 4  | 8  | -4  |

| 11 de noviembre de 2015, 13:30 | Bulgaria | 0:1 (0:0) | Polonia         | Estadio Pafiako, Pafos       |                              |
|                                |          | Reporte   | Świderski 90+3' | Árbitro(s): Sergei Lapochkin | Árbitro(s): Sergei Lapochkin |

| 11 de noviembre de 2015, 13:30 | Chipre          | 1:2 (1:1) | Luxemburgo                   | Koukila Community Stadium, Pafos |                           |
|                                | Charalampous 6' | Reporte   | Muratovic 13' · Da Silva 67' | Árbitro(s): Andrew Dallas        | Árbitro(s): Andrew Dallas |

| 13 de noviembre de 2015, 13:30 | Bulgaria                             | 2:1 (2:0) | Luxemburgo    | Estadio Pafiako, Pafos           |                                  |
|                                | Bohnert 6' (o.g.) · Al. Georgiev 21' | Reporte   | Muratovic 63' | Árbitro(s): Svein-Erik Edvartsen | Árbitro(s): Svein-Erik Edvartsen |

| 13 de noviembre de 2015, 13:30 | Polonia                           | 3:0 (2:0) | Chipre | Koukila Community Stadium, Pafos |                           |
|                                | Ryczkowski 7' 17' · Świderski 88' | Reporte   |        | Árbitro(s): Andrew Dallas        | Árbitro(s): Andrew Dallas |

| 16 de noviembre de 2015, 13:30 | Chipre                                             | 3:3 (1:1) | Bulgaria                         | Koukila Community Stadium, Pafos |                              |
|                                | G. Christodoulou 29' · Malekkidis 47' · Kallis 82' | Reporte   | Kraev 41' · Al. Georgiev 58' 63' | Árbitro(s): Sergei Lapochkin     | Árbitro(s): Sergei Lapochkin |

| 16 de noviembre de 2015, 13:30 | Luxemburgo       | 2:2 (2:1) | Polonia                    | Estadio Pafiako, Pafos           |                                  |
|                                | Muratovic 3' 17' | Reporte   | Świderski 7' · Janicki 63' | Árbitro(s): Svein-Erik Edvartsen | Árbitro(s): Svein-Erik Edvartsen |

#### Grupo 4
Se disputó del 8 al 13 de octubre de 2015 en Macedonia.
| Equipo              | Pts | PJ | PG | PE | PP | GF | GC | Dif |
| ------------------- | --- | -- | -- | -- | -- | -- | -- | --- |
| Inglaterra          | 7   | 3  | 2  | 1  | 0  | 3  | 0  | 3   |
| Italia              | 5   | 3  | 1  | 2  | 0  | 4  | 3  | 1   |
| Finlandia           | 4   | 3  | 1  | 1  | 1  | 3  | 3  | 0   |
| Macedonia del Norte | 0   | 3  | 0  | 0  | 3  | 3  | 7  | -4  |

| 8 de octubre de 2015, 15:00 | Italia          | 1:1 (1:1) | Finlandia    | Estadio Boris Trajkovski, Skopie |                                 |
|                             | Vido 26' (pen.) | Reporte   | Väisänen 33' | Árbitro(s): Alejandro Hernández  | Árbitro(s): Alejandro Hernández |

| 8 de octubre de 2015, 15:00 | Inglaterra                           | 2:0 (0:0) | Macedonia del Norte | Centro de Entrenamiento Petar Miloševski, Skopie |                           |
|                             | Armstrong 67' · Maitland-Niles 90+4' | Reporte   |                     | Árbitro(s): Mete Kalkavan                        | Árbitro(s): Mete Kalkavan |

| 10 de octubre de 2015, 13:00 | Finlandia | 0:1 (0:0) | Inglaterra  | Centro de Entrenamiento Petar Miloševski, Skopie |                           |
|                              |           | Reporte   | Abraham 73' | Árbitro(s): Mete Kalkavan                        | Árbitro(s): Mete Kalkavan |

| 10 de octubre de 2015, 15:00 | Italia                  | 3:2 (1:2) | Macedonia del Norte                  | Centro de Entrenamiento Petar Miloševski, Skopie |                             |
|                              | Vido 11' (pen.) 69' 71' | Reporte   | Alomeroviс 16' · Jevtoski 34' (pen.) | Árbitro(s): Nicolas Laforge                      | Árbitro(s): Nicolas Laforge |

| 13 de octubre de 2015, 15:00 | Inglaterra | 0:0     | Italia | Estadio Filip II de Macedonia, Skopie |                                 |
|                              |            | Reporte |        | Árbitro(s): Alejandro Hernández       | Árbitro(s): Alejandro Hernández |

| 13 de octubre de 2015, 15:00 | Macedonia del Norte  | 1:2 (0:0) | Finlandia                  | Centro de Entrenamiento Petar Miloševski, Skopie |                             |
|                              | Petkovski 84' (pen.) | Reporte   | Peiponen 56' · Jakonen 69' | Árbitro(s): Nicolas Laforge                      | Árbitro(s): Nicolas Laforge |

#### Grupo 5
Se disputó del 10 al 15 de noviembre de 2015 en Azerbaiyán.
| Equipo               | Pts | PJ | PG | PE | PP | GF | GC | Dif |
| -------------------- | --- | -- | -- | -- | -- | -- | -- | --- |
| Turquía              | 6   | 3  | 2  | 0  | 1  | 6  | 5  | 1   |
| Ucrania              | 6   | 3  | 2  | 0  | 1  | 10 | 5  | 5   |
| Azerbaiyán           | 3   | 3  | 1  | 0  | 2  | 1  | 5  | -4  |
| Bosnia y Herzegovina | 3   | 3  | 1  | 0  | 2  | 3  | 5  | -2  |

| 10 de noviembre de 2015, 11:00 | Turquía   | 1:2 (1:0) | Bosnia y Herzegovina         | Estadio Bayil, Bakú           |                               |
|                                | Özcan 13' | Reporte   | Mustedanagić 50' · Gojak 79' | Árbitro(s): Nicolas Rainville | Árbitro(s): Nicolas Rainville |

| 10 de noviembre de 2015, 15:00 | Ucrania                                                                  | 4:0 (0:0) | Azerbaiyán | Estadio Bayil, Bakú     |                         |
|                                | Shevchenko 47' · Schebetun 62' · Pikhalonok 87' (pen.) · Hutsulyak 90+4' | Reporte   |            | Árbitro(s): Tore Hansen | Árbitro(s): Tore Hansen |

| 12 de noviembre de 2015, 11:00 | Bosnia y Herzegovina | 1:3 (1:1) | Ucrania                           | Estadio Bayil, Bakú     |                         |
|                                | Hadžiahmetović 10'   | Reporte   | Hutsulyak 45' 83' · Schebetun 64' | Árbitro(s): Tore Hansen | Árbitro(s): Tore Hansen |

| 12 de noviembre de 2015, 15:00 | Turquía     | 1:0 (0:0) | Azerbaiyán | Estadio Bayil, Bakú   |                       |
|                                | Balıkçı 57' | Reporte   |            | Árbitro(s): Eiko Saar | Árbitro(s): Eiko Saar |

| 15 de noviembre de 2015, 15:00 | Ucrania                                    | 3:4 (3:0) | Turquía                                              | Dalga Arena, Bakú             |                               |
|                                | Shved 3' · Schcebetun 15' · Pikhalonok 29' | Reporte   | Canlı 49' · Ünder 70' (pen.) · Özcan 76' · Beşir 78' | Árbitro(s): Nicolas Rainville | Árbitro(s): Nicolas Rainville |

| 15 de noviembre de 2015, 15:00 | Azerbaiyán      | 1:0 (1:0) | Bosnia y Herzegovina | Estadio Bayil, Bakú   |                       |
|                                | Mustafazade 41' | Reporte   |                      | Árbitro(s): Eiko Saar | Árbitro(s): Eiko Saar |

#### Grupo 6
Se disputó del 10 al 15 de noviembre de 2015 en Malta.
| Equipo    | Pts | PJ | PG | PE | PP | GF | GC | Dif |
| --------- | --- | -- | -- | -- | -- | -- | -- | --- |
| Israel    | 7   | 3  | 2  | 1  | 0  | 7  | 2  | 5   |
| Dinamarca | 5   | 3  | 1  | 2  | 0  | 4  | 1  | 3   |
| Islandia  | 4   | 3  | 1  | 1  | 1  | 3  | 5  | -2  |
| Malta     | 0   | 3  | 0  | 0  | 3  | 1  | 7  | -6  |

| 10 de noviembre de 2015, 14:00 | Israel                        | 3:1 (1:1) | Malta               | Estadio Victor Tedesco, Ħamrun |                        |
|                                | Mahamid 37' 48' · Sfuri 90+4' | Reporte   | J. Grech 15' (pen.) | Árbitro(s): Neil Doyle         | Árbitro(s): Neil Doyle |

| 10 de noviembre de 2015, 14:00 | Dinamarca  | 1:1 (1:0) | Islandia          | Hibernians Ground, Paola     |                              |
|                                | Dolberg 4' | Reporte   | Halldorsson 90+1' | Árbitro(s): Daniel Stefanski | Árbitro(s): Daniel Stefanski |

| 12 de noviembre de 2015, 11:30 | Israel                                      | 4:1 (2:0) | Islandia       | Estadio Victor Tedesco, Ħamrun |                           |
|                                | Mahamid 14' 16' 51' · Yerushalmi 56' (pen.) | Reporte   | Gudjohnsen 67' | Árbitro(s): Tihomir Pejin      | Árbitro(s): Tihomir Pejin |

| 12 de noviembre de 2015, 14:45 | Malta | 0:3 (0:1) | Dinamarca                              | Estadio Victor Tedesco, Ħamrun |                              |
|                                |       | Reporte   | Duelund 21' (pen.) 61' · Thychosen 60' | Árbitro(s): Daniel Stefanski   | Árbitro(s): Daniel Stefanski |

| 15 de noviembre de 2015, 14:00 | Dinamarca | 0:0     | Israel | Estadio Victor Tedesco, Ħamrun |                        |
|                                |           | Reporte |        | Árbitro(s): Neil Doyle         | Árbitro(s): Neil Doyle |

| 15 de noviembre de 2015, 14:00 | Islandia               | 1:0 (0:0) | Malta | Hibernians Ground, Paola  |                           |
|                                | Guðmundsson 85' (pen.) | Reporte   |       | Árbitro(s): Tihomir Pejin | Árbitro(s): Tihomir Pejin |

#### Grupo 7
Se disputó del 10 al 15 de noviembre de 2015 en Portugal.
| Equipo   | Pts | PJ | PG | PE | PP | GF | GC | Dif |
| -------- | --- | -- | -- | -- | -- | -- | -- | --- |
| Portugal | 9   | 3  | 3  | 0  | 0  | 10 | 0  | 10  |
| Grecia   | 6   | 3  | 2  | 0  | 1  | 3  | 5  | -2  |
| Lituania | 3   | 3  | 1  | 0  | 2  | 1  | 6  | -5  |
| Moldavia | 0   | 3  | 0  | 0  | 3  | 1  | 4  | -3  |

| 10 de noviembre de 2015, 14:00 | Grecia      | 1:0 (1:0) | Lituania | Estadio Municipal Doutor Orlando Mendes, Santa Comba Dão |                         |
|                                | Lamprou 12' | Reporte   |          | Árbitro(s): Ján Valášek                                  | Árbitro(s): Ján Valášek |

| 10 de noviembre de 2015, 16:00 | Portugal     | 1:0 (1:0) | Moldavia | Estadio Municipal, Nelas |                         |
|                                | Ferreira 25' | Reporte   |          | Árbitro(s): John Beaton  | Árbitro(s): John Beaton |

| 12 de noviembre de 2015, 14:00 | Grecia                          | 2:1 (1:1) | Moldavia           | Estadio Municipal, Mangualde |                          |
|                                | Megaritis 2' · Stathopoulos 49' | Reporte   | Vidalis 41' (o.g.) | Árbitro(s): Nikola Popov     | Árbitro(s): Nikola Popov |

| 12 de noviembre de 2015, 16:00 | Lituania | 0:5 (0:1) | Portugal                                                     | Estádio do Fontelo, Viseu |                         |
|                                |          | Reporte   | Carvalho 25' · G. Rodrigues 52' · Buta 67' 88' · Sanches 70' | Árbitro(s): Ján Valášek   | Árbitro(s): Ján Valášek |

| 15 de noviembre de 2015, 16:00 | Portugal                                                 | 4:0 (2:0) | Grecia | Estádio do Fontelo, Viseu |                         |
|                                | G. Rodrigues 15' · Dias 33' · Sanches 70' · A. Silva 87' | Reporte   |        | Árbitro(s): John Beaton   | Árbitro(s): John Beaton |

| 15 de noviembre de 2015, 16:00 | Moldavia | 0:1 (0:1) | Lituania   | Estadio Municipal, Nelas |                          |
|                                |          | Reporte   | Laučys 17' | Árbitro(s): Nikola Popov | Árbitro(s): Nikola Popov |

#### Grupo 8
Se disputó del 12 al 17 de noviembre de 2015 en Georgia.
| Equipo  | Pts | PJ | PG | PE | PP | GF | GC | Dif |
| ------- | --- | -- | -- | -- | -- | -- | -- | --- |
| Austria | 7   | 3  | 2  | 1  | 0  | 5  | 0  | 5   |
| Georgia | 4   | 3  | 1  | 1  | 1  | 3  | 3  | 9   |
| Albania | 3   | 3  | 1  | 0  | 2  | 3  | 8  | -5  |
| Gales   | 3   | 3  | 1  | 0  | 2  | 5  | 5  | 0   |

| 12 de noviembre de 2015, 10:00 | Austria                 | 3:0 Otorgado | Albania  | Estadio Mikheil Meskhi-2, Tiflis |                         |
| | Posch 4' · Krainz 90+5' | Reporte      | Toli 49' | Árbitro(s): Alain Bieri          | Árbitro(s): Alain Bieri |
| El partido finalizó con resultado 2–1, pero se le concedió a Austria una victoria por defecto de 3–0 porque Albania alineó un jugador no elegible. |                         |              |          |                                  |                         |

| 12 de noviembre de 2015, 11:00 | Georgia | 0:3 (0:3) | Gales                                        | Estadio Mikheil Meskhi, Tiflis |                              |
|                                |         | Reporte   | Abbruzzese 34' · James 44' · G. Thomas 45+3' | Árbitro(s): Srdjan Jovanović   | Árbitro(s): Srdjan Jovanović |

| 14 de noviembre de 2015, 10:00 | Austria                     | 2:0 (0:0) | Gales | Estadio Mikheil Meskhi-2, Tiflis |                         |
|                                | Schlager 54' · Pavlovic 66' | Reporte   |       | Árbitro(s): Hugo Miguel          | Árbitro(s): Hugo Miguel |

| 14 de noviembre de 2015, 11:00 | Albania | 0:3 Otorgado | Georgia         | Estadio Mikheil Meskhi, Tiflis |                              |
| |         | Reporte      | Goshteliani 86' | Árbitro(s): Srdjan Jovanović   | Árbitro(s): Srdjan Jovanović |
| El partido finalizó con resultado 0–1, pero se le concedió a Georgia una victoria por defecto de 0–3 porque Albania alineó un jugador no elegible. |         |              |                 |                                |                              |

| 17 de noviembre de 2015, 11:00 | Georgia | 0:0     | Austria | Estadio Mikheil Meskhi, Tiflis |                         |
|                                |         | Reporte |         | Árbitro(s): Alain Bieri        | Árbitro(s): Alain Bieri |

| 17 de noviembre de 2015, 11:00 | Gales                         | 2:3 (1:3) | Albania                       | Estadio Mikheil Meskhi-2, Tiflis |                         |
|                                | J. Thomas 34' · G. Thomas 50' | Reporte   | Zenuni 10' 36' · Krasniqi 42' | Árbitro(s): Hugo Miguel          | Árbitro(s): Hugo Miguel |

#### Grupo 9
Se disputó del 11 al 16 de noviembre de 2015 en Rusia.
Los partidos de la primera jornada, que debían disputarse el 11 de noviembre (Noruega vs. Irlanda del Norte a las 12:00 y Rusia vs. Eslovaquia a las 15:00), se aplazaron hasta el 12 de noviembre debido a las fuertes lluvias en Sochi. En consecuencia, los partidos de la segunda jornada también fueron aplazados del 13 de noviembre al 14 de noviembre.
| Equipo            | Pts | PJ | PG | PE | PP | GF | GC | Dif |
| ----------------- | --- | -- | -- | -- | -- | -- | -- | --- |
| Eslovaquia        | 5   | 3  | 1  | 2  | 0  | 5  | 3  | 2   |
| Irlanda del Norte | 4   | 3  | 1  | 1  | 1  | 3  | 4  | -1  |
| Rusia             | 3   | 3  | 0  | 3  | 0  | 3  | 3  | 0   |
| Noruega           | 2   | 3  | 0  | 2  | 1  | 4  | 5  | -1  |

| 12 de noviembre de 2015, 12:00 | Rusia       | 1:1 (0:0) | Eslovaquia  | Sochi Central Stadium, Sochi   |                                |
|                                | Obolsky 69' | Reporte   | Greif 90+3' | Árbitro(s): Sebastian Colțescu | Árbitro(s): Sebastian Colțescu |

| 12 de noviembre de 2015, 12:00 | Noruega     | 1:2 (0:1) | Irlanda del Norte          | Sputnik-Sport, Sochi      |                           |
|                                | Bjørdal 56' | Reporte   | Kennedy 12' · Newberry 54' | Árbitro(s): Ilias Spathas | Árbitro(s): Ilias Spathas |

| 14 de noviembre de 2015, 12:00 | Eslovaquia                   | 2:2 (0:1) | Noruega                         | Sputnik-Sport, Sochi           |                                |
|                                | Balaj 57' · Bénes 65' (pen.) | Reporte   | Samuelsen 21' (pen.) 86' (pen.) | Árbitro(s): Sebastian Colțescu | Árbitro(s): Sebastian Colțescu |

| 14 de noviembre de 2015, 15:00 | Rusia       | 1:1 (0:1) | Irlanda del Norte | Sochi Central Stadium, Sochi   |                                |
|                                | Mironov 74' | Reporte   | Kennedy 6'        | Árbitro(s): Jovan Kaludjerović | Árbitro(s): Jovan Kaludjerović |

| 16 de noviembre de 2015, 12:00 | Noruega      | 1:1 (0:1) | Rusia       | Sochi Central Stadium, Sochi |                           |
|                                | Svendsen 63' | Reporte   | Obolsky 25' | Árbitro(s): Ilias Spathas    | Árbitro(s): Ilias Spathas |

| 16 de noviembre de 2015, 12:00 | Irlanda del Norte | 0:2 (0:1) | Eslovaquia             | Sputnik-Sport, Sochi           |                                |
|                                |                   | Reporte   | Laczko 26' · Bénes 89' | Árbitro(s): Jovan Kaludjerović | Árbitro(s): Jovan Kaludjerović |

#### Grupo 10
Se disputó del 7 al 12 de octubre de 2015 en Francia.
| Equipo        | Pts | PJ | PG | PE | PP | GF | GC | Dif |
| ------------- | --- | -- | -- | -- | -- | -- | -- | --- |
| Francia       | 7   | 3  | 2  | 1  | 0  | 13 | 2  | 11  |
| Países Bajos  | 7   | 3  | 2  | 1  | 0  | 12 | 1  | 11  |
| Liechtenstein | 1   | 3  | 0  | 1  | 2  | 2  | 6  | -4  |
| Gibraltar     | 1   | 3  | 0  | 1  | 2  | 1  | 19 | -18 |

| 7 de octubre de 2015, 15:00 | Francia                                | 3:1 (1:0) | Liechtenstein | Estadio Municipal, Saint-Paul-lès-Dax |                          |
|                             | Augustin 1' · Lusamba 52' · Thuram 67' | Reporte   | Frick 50'     | Árbitro(s): Tim Marshall              | Árbitro(s): Tim Marshall |

| 7 de octubre de 2015, 18:30 | Países Bajos                                                                       | 9:0 (3:0) | Gibraltar | Stade de l'Argenté, Mont-de-Marsan |                           |
|                             | Bergwijn 7' 74' · Lammers 26' 30' 58' · Schuurman 60' 84' · Dekker 75' · Nouri 79' | Reporte   |           | Árbitro(s): Zbynek Proske          | Árbitro(s): Zbynek Proske |

| 9 de octubre de 2015, 15:00 | Países Bajos                     | 2:0 (0:0) | Liechtenstein | Estadio Municipal, Saint-Paul-lès-Dax |                             |
|                             | Bergwijn 67' · Góppel 87' (o.g.) | Reporte   |               | Árbitro(s): Ivaylo Stoyanov           | Árbitro(s): Ivaylo Stoyanov |

| 9 de octubre de 2015, 18:30 | Gibraltar | 0:9 (0:5) | Francia                                                                                           | Estadio André Darrigade, Dax |                           |
|                             |           | Reporte   | Augustin 3' 6' 24' · Diop 36' · Gelin 41' · Perraud 46' · Boscagli 58' · Thuram 59' · Lusamba 72' | Árbitro(s): Zbynek Proske    | Árbitro(s): Zbynek Proske |

| 12 de octubre de 2015, 15:00 | Francia      | 1:1 (1:1) | Países Bajos    | Stade de l'Argenté, Mont-de-Marsan |                             |
|                              | Augustin 19' | Reporte   | Van de Beek 41' | Árbitro(s): Ivaylo Stoyanov        | Árbitro(s): Ivaylo Stoyanov |

| 12 de octubre de 2015, 15:00 | Liechtenstein | 1:1 (1:1) | Gibraltar     | Estadio André Darrigade, Dax |                          |
|                              | Frick 10'     | Reporte   | Clinton 45+2' | Árbitro(s): Tim Marshall     | Árbitro(s): Tim Marshall |

#### Grupo 11
Se disputó del 12 al 17 de noviembre de 2015 en Rumania.
| Equipo      | Pts | PJ | PG | PE | PP | GF | GC | Dif |
| ----------- | --- | -- | -- | -- | -- | -- | -- | --- |
| Suiza       | 9   | 3  | 3  | 0  | 0  | 8  | 1  | 7   |
| Rumania     | 6   | 3  | 2  | 0  | 1  | 5  | 3  | 2   |
| Andorra     | 1   | 3  | 0  | 1  | 2  | 1  | 4  | -3  |
| Islas Feroe | 1   | 3  | 0  | 1  | 2  | 1  | 7  | -6  |

| 12 de noviembre de 2015, 10:00 | Suiza     | 1:0 (1:0) | Andorra | Stadionul Iuliu Bodola, Oradea |                             |
|                                | Alpsoy 3' | Reporte   |         | Árbitro(s): Johnny Casanova    | Árbitro(s): Johnny Casanova |

| 12 de noviembre de 2015, 14:00 | Rumania                | 2:0 (1:0) | Islas Feroe | Stadionul Iuliu Bodola, Oradea |                            |
|                                | Stoica 42' · Petre 82' | Reporte   |             | Árbitro(s): Peter Kralović     | Árbitro(s): Peter Kralović |

| 14 de noviembre de 2015, 10:00 | Islas Feroe | 0:4 (2:0) | Suiza                         | Stadionul Iuliu Bodola, Oradea |                            |
|                                |             | Reporte   | Duah 34' 39' 65' · Zeqiri 75' | Árbitro(s): Peter Kralović     | Árbitro(s): Peter Kralović |

| 14 de noviembre de 2015, 14:00 | Rumania     | 2:0 (1:0) | Andorra | Stadionul Iuliu Bodola, Oradea |                           |
|                                | Ene 19' 51' | Reporte   |         | Árbitro(s): Orel Grinfeld      | Árbitro(s): Orel Grinfeld |

| 17 de noviembre de 2015, 10:00 | Suiza                                       | 3:1 (0:1) | Rumania   | Stadionul Iuliu Bodola, Oradea |                           |
|                                | Alpsoy 54' · Gjorgjev 71' · Cani 84' (pen.) | Reporte   | Petre 20' | Árbitro(s): Orel Grinfeld      | Árbitro(s): Orel Grinfeld |

| 17 de noviembre de 2015, 10:00 | Andorra    | 1:1 (1:0) | Islas Feroe | Paleu Stadium, Paleu        |                             |
|                                | Nazzaro 5' | Reporte   | Olsen 74'   | Árbitro(s): Johnny Casanova | Árbitro(s): Johnny Casanova |

#### Grupo 12
Se disputó del 8 al 13 de octubre de 2015 en Estonia.
| Equipo          | Pts | PJ | PG | PE | PP | GF | GC | Dif |
| --------------- | --- | -- | -- | -- | -- | -- | -- | --- |
| República Checa | 9   | 3  | 3  | 0  | 0  | 10 | 3  | 7   |
| Serbia          | 6   | 3  | 2  | 0  | 1  | 11 | 4  | 7   |
| Estonia         | 3   | 3  | 1  | 0  | 2  | 3  | 7  | -4  |
| Armenia         | 0   | 3  | 0  | 0  | 3  | 0  | 10 | -10 |

| 8 de octubre de 2015, 12:00 | República Checa                           | 4:0 (3:0) | Armenia | Kalevi Keskstaadion, Tallin |                           |
|                             | Mihálik 6' 20' · Kuchta 15' · Pulkrab 56' | Reporte   |         | Árbitro(s): Bojan Pandžić   | Árbitro(s): Bojan Pandžić |

| 8 de octubre de 2015, 14:30 | Serbia                                                | 5:0 (3:0) | Estonia | Estadio Kadriorg, Tallin   |                            |
|                             | Jović 30' 50' 55' (pen.) · Glavčić 35' · Šaponjić 39' | Reporte   |         | Árbitro(s): Tobias Stieler | Árbitro(s): Tobias Stieler |

| 10 de octubre de 2015, 12:00 | Armenia | 0:4 (0:2) | Serbia                                   | Kalevi Keskstaadion, Tallin |                           |
|                              |         | Reporte   | Šaponjić 22' 44' · Senic 56' · Jović 62' | Árbitro(s): Bojan Pandžić   | Árbitro(s): Bojan Pandžić |

| 10 de octubre de 2015, 14:30 | República Checa          | 2:1 (1:0) | Estonia            | Estadio Kadriorg, Tallin        |                                 |
|                              | Mihálik 17' · Kuchta 78' | Reporte   | Riiberg 66' (pen.) | Árbitro(s): Anatolii Zhabchenko | Árbitro(s): Anatolii Zhabchenko |

| 13 de octubre de 2015, 14:30 | Serbia           | 2:4 (1:2) | República Checa                               | Kalevi Keskstaadion, Tallin |                            |
|                              | Šaponjić 36' 47' | Reporte   | Klíma 15' 19' (pen.) · Ladra 63' · Kuchta 83' | Árbitro(s): Tobias Stieler  | Árbitro(s): Tobias Stieler |

| 13 de octubre de 2015, 14:30 | Estonia                        | 2:0 (1:0) | Armenia | Estadio Kadriorg, Tallin        |                                 |
|                              | Riiberg 21' (pen.) · Mutso 51' | Reporte   |         | Árbitro(s): Anatolii Zhabchenko | Árbitro(s): Anatolii Zhabchenko |

#### Grupo 13
Se disputó del 7 al 12 de octubre de 2015 en Bélgica.
| Equipo      | Pts | PJ | PG | PE | PP | GF | GC | Dif |
| ----------- | --- | -- | -- | -- | -- | -- | -- | --- |
| Bélgica     | 7   | 3  | 2  | 1  | 0  | 13 | 2  | 11  |
| Suecia      | 6   | 3  | 2  | 0  | 1  | 3  | 2  | 1   |
| Bielorrusia | 4   | 3  | 1  | 1  | 1  | 8  | 5  | 3   |
| San Marino  | 0   | 3  | 0  | 0  | 3  | 1  | 16 | -15 |

| 7 de octubre de 2015, 15:00 | Suecia                      | 2:0 (0:0) | Bielorrusia | Puyenbeke Stadion, Sint-Niklaas |                                 |
|                             | Nilsson 82' · Larsson 90+3' | Reporte   |             | Árbitro(s): Vadims Direktorenko | Árbitro(s): Vadims Direktorenko |

| 7 de octubre de 2015, 19:00 | Bélgica                                                                                         | 9:0 (6:0) | San Marino | Puyenbeke Stadion, Sint-Niklaas |                                |
|                             | Schrijvers 6' 22' · Dimata 11' (pen.) 16' · Mmaee 19' 45+1' · Tshimanga 51' · Callebaut 77' 88' | Reporte   |            | Árbitro(s): Georgi Vadachkoria  | Árbitro(s): Georgi Vadachkoria |

| 9 de octubre de 2015, 15:00 | San Marino | 0:1 (0:1) | Suecia      | Burgemeester Van de Wielestadion, Deinze |                                |
|                             |            | Reporte   | Nikolić 37' | Árbitro(s): Georgi Vadachkoria           | Árbitro(s): Georgi Vadachkoria |

| 9 de octubre de 2015, 19:00 | Bélgica          | 2:2 (2:0) | Bielorrusia       | Burgemeester Van de Wielestadion, Deinze |                           |
|                             | Dimata 14' 90+4' | Reporte   | Yuzepchuk 33' 58' | Árbitro(s): Ognjen Valjić                | Árbitro(s): Ognjen Valjić |

| 12 de octubre de 2015, 19:00 | Suecia | 0:2 (0:1) | Bélgica               | Burgemeester Van de Wielestadion, Deinze |                           |
|                              |        | Reporte   | Djim 18' · Dimata 77' | Árbitro(s): Ognjen Valjić                | Árbitro(s): Ognjen Valjić |

| 12 de octubre de 2015, 19:00 | Bielorrusia                                                                | 6:1 (1:1) | San Marino  | Puyenbeke Stadion, Sint-Niklaas |                                 |
|                              | Ivanow 31' · Antilevsky 51' 69' · Gromyko 57' · Yuzepchuk 72' · Bakhar 78' | Reporte   | Carlini 38' | Árbitro(s): Vadims Direktorenko | Árbitro(s): Vadims Direktorenko |

### Tabla de terceros
Para determinar el mejor tercer puesto de la fase de clasificación se consideran solamente los resultados contra el primero y el segundo de su grupo.
Los siguientes criterios de desempate se aplican para determinar la clasificación.
- Mayor número de puntos obtenidos en los partidos
- Diferencia de goles de estos partidos
- Mayor número de goles marcados en los partidos
- Juego limpio, conducta de los equipos en todos los partidos de grupo en la fase de clasificación
- Sorteo

| Grp | Equipo        | PJ | PG | PE | PP | GF | GC | DG | Pts |
| --- | ------------- | -- | -- | -- | -- | -- | -- | -- | --- |
| 9   | Rusia         | 2  | 0  | 2  | 0  | 2  | 2  | 0  | 2   |
| 3   | Luxemburgo    | 2  | 0  | 1  | 1  | 3  | 4  | -1 | 1   |
| 4   | Finlandia     | 2  | 0  | 1  | 1  | 1  | 2  | -1 | 1   |
| 13  | Bielorrusia   | 2  | 0  | 1  | 1  | 2  | 4  | -2 | 1   |
| 6   | Islandia      | 2  | 0  | 1  | 1  | 2  | 5  | -3 | 1   |
| 2   | Hungría       | 2  | 0  | 1  | 1  | 1  | 4  | -3 | 1   |
| 8   | Albania       | 2  | 0  | 0  | 2  | 1  | 3  | -2 | 0   |
| 11  | Andorra       | 2  | 0  | 0  | 2  | 0  | 3  | -3 | 0   |
| 10  | Liechtenstein | 2  | 0  | 0  | 2  | 1  | 5  | -4 | 0   |
| 1   | Irlanda       | 2  | 0  | 0  | 2  | 0  | 5  | -5 | 0   |
| 5   | Azerbaiyán    | 2  | 0  | 0  | 2  | 0  | 5  | -5 | 0   |
| 12  | Estonia       | 2  | 0  | 0  | 2  | 1  | 7  | -6 | 0   |
| 7   | Lituania      | 2  | 0  | 0  | 2  | 0  | 6  | -6 | 0   |

## Ronda élite

### Sorteo
El sorteo de la ronda élite tuvo lugar el 3 de diciembre de 2015, a las 11:00 CET (UTC+1), en la sede de la UEFA en Nyon, Suiza.
Los equipos fueron ubicados según sus resultados en la ronda de clasificación. España, que recibió una exención, fue automáticamente ubicada en el Bombo A. Cada grupo contenía un equipo de cada bombo. Equipos del mismo grupo en la fase de calificación no podían formar parte del mismo grupo en la ronda élite. Por razones políticas, Rusia y Ucrania (debido a la intervención militar rusa en Ucrania) no podían formar parte del mismo grupo.
| Pos. | Grp. | Equipo            | Pts. | PJ | G | E | P | GF | GC | Dif. | Ubicación |
| ---- | ---- | ----------------- | ---- | -- | - | - | - | -- | -- | ---- | --------- |
| 1    | —    | España            | 0    | 0  | 0 | 0 | 0 | 0  | 0  | 0    | Bombo A   |
| 2    | 7    | Portugal          | 9    | 3  | 3 | 0 | 0 | 10 | 0  | +10  | Bombo A   |
| 3    | 12   | República Checa   | 9    | 3  | 3 | 0 | 0 | 10 | 3  | +7   | Bombo A   |
| 4    | 11   | Suiza             | 9    | 3  | 3 | 0 | 0 | 8  | 1  | +7   | Bombo A   |
| 5    | 13   | Bélgica           | 7    | 3  | 2 | 1 | 0 | 13 | 2  | +11  | Bombo A   |
| 6    | 10   | Francia           | 7    | 3  | 2 | 1 | 0 | 13 | 2  | +11  | Bombo A   |
| 7    | 10   | Países Bajos      | 7    | 3  | 2 | 1 | 0 | 12 | 1  | +11  | Bombo A   |
| 8    | 6    | Israel            | 7    | 3  | 2 | 1 | 0 | 7  | 2  | +5   | Bombo B   |
| 9    | 3    | Polonia           | 7    | 3  | 2 | 1 | 0 | 6  | 2  | +4   | Bombo B   |
| 10   | 2    | Croacia           | 7    | 3  | 2 | 1 | 0 | 5  | 2  | +3   | Bombo B   |
| 11   | 8    | Austria           | 7    | 3  | 2 | 1 | 0 | 4  | 1  | +3   | Bombo B   |
| 12   | 4    | Inglaterra        | 7    | 3  | 2 | 1 | 0 | 3  | 0  | +3   | Bombo B   |
| 13   | 1    | Eslovenia         | 7    | 3  | 2 | 1 | 0 | 2  | 0  | +2   | Bombo B   |
| 14   | 12   | Serbia            | 6    | 3  | 2 | 0 | 1 | 11 | 4  | +7   | Bombo B   |
| 15   | 5    | Ucrania           | 6    | 3  | 2 | 0 | 1 | 10 | 5  | +5   | Bombo C   |
| 16   | 1    | Escocia           | 6    | 3  | 2 | 0 | 1 | 6  | 1  | +5   | Bombo C   |
| 17   | 2    | Montenegro        | 6    | 3  | 2 | 0 | 1 | 6  | 4  | +2   | Bombo C   |
| 18   | 11   | Rumania           | 6    | 3  | 2 | 0 | 1 | 5  | 3  | +2   | Bombo C   |
| 19   | 5    | Turquía           | 6    | 3  | 2 | 0 | 1 | 6  | 5  | +1   | Bombo C   |
| 20   | 13   | Suecia            | 6    | 3  | 2 | 0 | 1 | 3  | 2  | +1   | Bombo C   |
| 21   | 7    | Grecia            | 6    | 3  | 2 | 0 | 1 | 3  | 5  | −2   | Bombo C   |
| 22   | 6    | Dinamarca         | 5    | 3  | 1 | 2 | 0 | 4  | 1  | +3   | Bombo D   |
| 23   | 9    | Eslovaquia        | 5    | 3  | 1 | 2 | 0 | 5  | 3  | +2   | Bombo D   |
| 24   | 4    | Italia            | 5    | 3  | 1 | 2 | 0 | 4  | 3  | +1   | Bombo D   |
| 25   | 3    | Bulgaria          | 4    | 3  | 1 | 1 | 1 | 5  | 5  | 0    | Bombo D   |
| 26   | 9    | Irlanda del Norte | 4    | 3  | 1 | 1 | 1 | 3  | 4  | −1   | Bombo D   |
| 27   | 8    | Georgia           | 4    | 3  | 1 | 1 | 1 | 1  | 3  | −2   | Bombo D   |
| 28   | 9    | Rusia             | 3    | 3  | 0 | 3 | 0 | 3  | 3  | 0    | Bombo D   |

 Fuente: UEFA
Criterios de clasificación: 1) puntos; 2) diferencia de goles; 3) goles a favor; 4) puntos disciplinarios; 5) coeficiente; 6) sorteo.
Notas:
1. 1 2  Desempate por puntos disciplinarios.
2. 1 2  El sorteo se celebró antes de que se otorgaran victorias por defecto de 3–0 a Austria y a Georgia debido a que Albania alineó un jugador no elegible. Ni los equipos clasificados ni las ubicaciones se vieron afectados por los cambios en las puntuaciones.

### Grupos
Los horarios hasta el 24 de marzo de 2016 fueron CET (UTC+1), posteriormente los horarios fueron CEST (UTC+2).

#### Grupo 1
Se disputó del 24 al 29 de marzo de 2016 en España.
| Equipo     | Pts | PJ | PG | PE | PP | GF | GC | Dif |
| ---------- | --- | -- | -- | -- | -- | -- | -- | --- |
| Inglaterra | 7   | 3  | 2  | 1  | 0  | 5  | 2  | 3   |
| España     | 4   | 3  | 1  | 1  | 1  | 3  | 3  | 0   |
| Grecia     | 4   | 3  | 1  | 1  | 1  | 3  | 4  | -1  |
| Georgia    | 1   | 3  | 0  | 1  | 2  | 3  | 5  | -2  |

| 24 de marzo de 2016, 12:00 | España                           | 2:0 (2:0) | Grecia | Estadio Ciudad de Lepe, Lepe |                             |
|                            | Caricol 22' · Mayoral 26' (pen.) | Reporte   |        | Árbitro(s): Frank Schneider  | Árbitro(s): Frank Schneider |

| 24 de marzo de 2016, 17:00 | Inglaterra              | 2:1 (2:0) | Georgia         | Estadio Luis Rodríguez Salvador, Cartaya |                             |
|                            | Abraham 8' · Onomah 10' | Reporte   | Goshteliani 84' | Árbitro(s): Dominik Ouschan              | Árbitro(s): Dominik Ouschan |

| 26 de marzo de 2016, 12:00 | España      | 1:1 (1:1) | Georgia          | Estadio Luis Rodríguez Salvador, Cartaya |                           |
|                            | Mayoral 42' | Reporte   | Bidzinashvili 8' | Árbitro(s): Fyodor Zammit                | Árbitro(s): Fyodor Zammit |

| 26 de marzo de 2016, 17:00 | Grecia      | 1:1 (0:0) | Inglaterra           | Estadio Ciudad de Lepe, Lepe |                             |
|                            | Lamprou 51' | Reporte   | Armstrong 49' (pen.) | Árbitro(s): Dominik Ouschan  | Árbitro(s): Dominik Ouschan |

| 29 de marzo de 2016, 17:00 | Inglaterra                | 2:0 (1:0) | España | Estadio Ciudad de Lepe, Lepe |                             |
|                            | Onomah 6' · Armstrong 66' | Reporte   |        | Árbitro(s): Frank Schneider  | Árbitro(s): Frank Schneider |

| 29 de marzo de 2016, 17:00 | Georgia        | 1:2 (0:1) | Grecia              | Estadio Luis Rodríguez Salvador, Cartaya |                           |
|                            | Mikeltadze 60' | Reporte   | Dimitriadis 42' 72' | Árbitro(s): Fyodor Zammit                | Árbitro(s): Fyodor Zammit |

#### Grupo 2
Se disputó del 25 al 30 de marzo de 2016 en Italia.
| Equipo  | Pts | PJ | PG | PE | PP | GF | GC | Dif |
| ------- | --- | -- | -- | -- | -- | -- | -- | --- |
| Italia  | 7   | 3  | 2  | 1  | 0  | 8  | 2  | 6   |
| Turquía | 7   | 3  | 2  | 1  | 0  | 7  | 3  | 4   |
| Israel  | 3   | 3  | 1  | 0  | 2  | 2  | 5  | -3  |
| Suiza   | 0   | 3  | 0  | 0  | 3  | 1  | 8  | -7  |

| 25 de marzo de 2016, 12:00 | Suiza  | 1:4 (1:1) | Turquía                                           | Estadio Comunal, Caldogno |                          |
|                            | Sow 5' | Reporte   | Günaslan 40' · Ünder 49' (pen.) 60' · Karakoç 52' | Árbitro(s): Kevin Clancy  | Árbitro(s): Kevin Clancy |

| 25 de marzo de 2016, 15:30 | Israel | 0:4 (0:3) | Italia                                                  | Estadio Euganeo, Padua |                        |
|                            |        | Reporte   | Panico 9' · Felicioli 29' · Favilli 44' · Coppolaro 73' | Árbitro(s): Fran Jović | Árbitro(s): Fran Jović |

| 27 de marzo de 2016, 12:00 | Turquía     | 1:0 (0:0) | Israel | Estadio Romeo Menti, Vicenza |                        |
|                            | Demiral 56' | Reporte   |        | Árbitro(s): Fran Jović       | Árbitro(s): Fran Jović |

| 27 de marzo de 2016, 18:00 | Suiza | 0:2 (0:0) | Italia                             | Estadio Euganeo, Padua    |                           |
|                            |       | Reporte   | Ghiglione 75' · Dimarco 81' (pen.) | Árbitro(s): João Pinheiro | Árbitro(s): João Pinheiro |

| 30 de marzo de 2016, 15:00 | Israel                         | 2:0 (1:0) | Suiza | Estadio Euganeo, Padua   |                          |
|                            | Galili 38' · Loosli 65' (o.g.) | Reporte   |       | Árbitro(s): Kevin Clancy | Árbitro(s): Kevin Clancy |

| 30 de marzo de 2016, 15:00 | Italia                  | 2:2 (0:0) | Turquía                       | Estadio Comunal, Caldogno |                           |
|                            | Favilli 59' · Edera 88' | Reporte   | Kanatsizkuş 89' · Özcan 90+2' | Árbitro(s): João Pinheiro | Árbitro(s): João Pinheiro |

#### Grupo 3
Se disputó del 24 al 29 de marzo de 2016 en Austria.
| Equipo          | Pts | PJ | PG | PE | PP | GF | GC | Dif |
| --------------- | --- | -- | -- | -- | -- | -- | -- | --- |
| Austria         | 9   | 3  | 3  | 0  | 0  | 10 | 2  | 8   |
| Eslovaquia      | 6   | 3  | 2  | 0  | 1  | 6  | 5  | 1   |
| República Checa | 3   | 3  | 1  | 0  | 2  | 5  | 5  | 0   |
| Rumania         | 0   | 3  | 0  | 0  | 3  | 1  | 10 | -9  |

| 24 de marzo de 2016, 11:00 | República Checa                              | 3:0 (3:0) | Rumania | Thermenstadion, Bad Waltersdorf |                           |
|                            | Mihálik 5' (pen.) · Pulkrab 22' · Trubač 34' | Reporte   |         | Árbitro(s): Sergey Ivanov       | Árbitro(s): Sergey Ivanov |

| 24 de marzo de 2016, 18:00 | Austria                               | 3:1 (2:0) | Eslovaquia | Gansbärenstadion, Rohrbach an der Lafnitz |                           |
|                            | Jakupovic 10' (pen.) 52' · Prokop 11' | Reporte   | Hancko 73' | Árbitro(s): Jari Järvinen                 | Árbitro(s): Jari Järvinen |

| 26 de marzo de 2016, 11:00 | República Checa | 1:2 ()1:2 | Eslovaquia                   | Sparkassenstadion, Gleisdorf   |                                |
|                            | Štěpánek 41'    | Reporte   | Kopičár 5' (pen.) · Mráz 30' | Árbitro(s): Zaven Hovhannisyan | Árbitro(s): Zaven Hovhannisyan |

| 26 de marzo de 2016, 15:30 | Rumania | 0:4 (0:2) | Austria                                              | Thermenstadion, Bad Waltersdorf |                           |
|                            |         | Reporte   | Prokop 13' 37' · Malicsek 67' · Jakupovic 82' (pen.) | Árbitro(s): Jari Järvinen       | Árbitro(s): Jari Järvinen |

| 29 de marzo de 2016, 18:00 | Austria                               | 3:1 (1:0) | República Checa | Sparkassenstadion, Gleisdorf |                           |
|                            | Prokop 34' · Grabovac 78' · Posch 84' | Reporte   | Pulkrab 55'     | Árbitro(s): Sergey Ivanov    | Árbitro(s): Sergey Ivanov |

| 29 de marzo de 2016, 18:00 | Eslovaquia                          | 3:1 (2:1) | Rumania | Gansbärenstadion, Rohrbach an der Lafnitz |                                |
|                            | Šalata 30' · Špalek 43' · Jirka 69' | Reporte   | Ene 38' | Árbitro(s): Zaven Hovhannisyan            | Árbitro(s): Zaven Hovhannisyan |

#### Grupo 4
Se disputó del 24 al 29 de marzo de 2016 en los Países Bajos.
| Equipo            | Pts | PJ | PG | PE | PP | GF | GC | Dif |
| ----------------- | --- | -- | -- | -- | -- | -- | -- | --- |
| Países Bajos      | 7   | 4  | 2  | 1  | 0  | 4  | 2  | 2   |
| Polonia           | 5   | 4  | 1  | 4  | 0  | 2  | 1  | 1   |
| Ucrania           | 4   | 4  | 1  | 1  | 0  | 4  | 3  | 1   |
| Irlanda del Norte | 0   | 4  | 0  | 0  | 3  | 1  | 5  | -4  |

| 24 de marzo de 2016, 16:30 | Polonia           | 2:1 (1:1) | Irlanda del Norte | Sportpark Parkzicht, Uden |                           |
|                            | Świderski 14' 84' | Reporte   | Lavery 33'        | Árbitro(s): Alain Durieux | Árbitro(s): Alain Durieux |

| 24 de marzo de 2016, 19:30 | Países Bajos                                    | 3:2 (2:2) | Ucrania                | Sportpark Zuid, Groesbeek         |                                   |
|                            | Lammers 8' · Van de Beek 26' · Nouri 71' (pen.) | Reporte   | Fursov 36' · Shved 38' | Árbitro(s): Juan Martinez Munuera | Árbitro(s): Juan Martinez Munuera |

| 26 de marzo de 2016, 13:00 | Ucrania | 0:0     | Polonia | Sportpark Zuid, Groesbeek |                           |
|                            |         | Reporte |         | Árbitro(s): Alain Durieux | Árbitro(s): Alain Durieux |

| 26 de marzo de 2016, 16:00 | Países Bajos | 1:0 (0:0) | Irlanda del Norte | Sportpark Parkzicht, Uden |                           |
|                            | Eiting 59'   | Reporte   |                   | Árbitro(s): Rahim Hasanov | Árbitro(s): Rahim Hasanov |

| 29 de marzo de 2016, 19:30 | Polonia | 0:0     | Países Bajos | Sportpark Zuid, Groesbeek         |                                   |
|                            |         | Reporte |              | Árbitro(s): Juan Martinez Munuera | Árbitro(s): Juan Martinez Munuera |

| 29 de marzo de 2016, 19:30 | Irlanda del Norte | 0:2 (0:1) | Ucrania                        | Sportpark Parkzicht, Uden |                           |
|                            |                   | Reporte   | Pikhalonok 29' · Tsygankov 83' | Árbitro(s): Rahim Hasanov | Árbitro(s): Rahim Hasanov |

#### Grupo 5
Se disputó del 24 al 29 de marzo de 2016 en Croacia.
| Equipo   | Pts | PJ | PG | PE | PP | GF | GC | Dif |
| -------- | --- | -- | -- | -- | -- | -- | -- | --- |
| Croacia  | 9   | 4  | 3  | 0  | 0  | 8  | 0  | 8   |
| Bélgica  | 6   | 4  | 2  | 0  | 1  | 3  | 4  | -1  |
| Escocia  | 3   | 4  | 1  | 0  | 2  | 2  | 6  | -4  |
| Bulgaria | 0   | 4  | 0  | 0  | 3  | 1  | 4  | -3  |

| 23 de marzo de 2016, 12:30 | Bélgica                       | 2:0 (1:0) | Escocia | Stadion Žuknica, Kostrena   |                             |
|                            | Van Landschoot 5' · Mmaee 85' | Reporte   |         | Árbitro(s): Anatoliy Abdula | Árbitro(s): Anatoliy Abdula |

| 23 de marzo de 2016, 16:00 | Croacia     | 1:0 (0:0) | Bulgaria | Estadio Kantrida, Rijeka   |                            |
|                            | Brekalo 53' | Reporte   |          | Árbitro(s): Petr Ardeleanu | Árbitro(s): Petr Ardeleanu |

| 25 de marzo de 2016, 13:00 | Bélgica     | 1:0 (0:0) | Bulgaria | Stadion Žuknica, Kostrena    |                              |
|                            | Cuypers 81' | Reporte   |          | Árbitro(s): Jørgen Burchardt | Árbitro(s): Jørgen Burchardt |

| 25 de marzo de 2016, 16:00 | Escocia | 0:3 (0:1) | Croacia                               | Estadio Kantrida, Rijeka   |                            |
|                            |         | Reporte   | Brodić 36' · Turčin 47' · Brekalo 77' | Árbitro(s): Petr Ardeleanu | Árbitro(s): Petr Ardeleanu |

| 28 de marzo de 2016, 16:00 | Croacia                                               | 4:0 (2:0) | Bélgica | Stadion Rujevica, Rijeka    |                             |
|                            | Benković 37' · Brodić 45' · Lovren 76' · Knežević 90' | Reporte   |         | Árbitro(s): Anatoliy Abdula | Árbitro(s): Anatoliy Abdula |

| 28 de marzo de 2016, 16:00 | Bulgaria         | 1:2 (1:1) | Escocia                        | Stadion Žuknica, Kostrena    |                              |
|                            | Al. Georgiev 38' | Reporte   | Hardie 15' · Kiltie 78' (pen.) | Árbitro(s): Jørgen Burchardt | Árbitro(s): Jørgen Burchardt |

#### Grupo 6
Se disputó del 24 al 29 de marzo de 2016 en Portugal.
| Equipo    | Pts | PJ | PG | PE | PP | GF | GC | Dif |
| --------- | --- | -- | -- | -- | -- | -- | -- | --- |
| Portugal  | 7   | 4  | 2  | 1  | 0  | 8  | 2  | 6   |
| Eslovenia | 6   | 4  | 2  | 0  | 1  | 5  | 4  | 1   |
| Rusia     | 4   | 4  | 1  | 1  | 1  | 3  | 3  | 0   |
| Suecia    | 0   | 4  | 0  | 0  | 3  | 2  | 9  | -7  |

| 24 de marzo de 2016, 15:00 | Eslovenia  | 1:0 (0:0) | Rusia | Complexo Desportivo Clube de Futebol de Fão, Fão |                              |
|                            | Elšnik 87' | Reporte   |       | Árbitro(s): Dejan Jakimovksi                     | Árbitro(s): Dejan Jakimovksi |

| 24 de marzo de 2016, 17:00 | Portugal                                    | 4:0 (3:0) | Suecia | Estádio do Rio Ave FC, Vila do Conde |                            |
|                            | A. Silva 13' · Buta 23' 24' · Rodrigues 64' | Reporte   |        | Árbitro(s): Padraig Sutton           | Árbitro(s): Padraig Sutton |

| 26 de marzo de 2016, 15:00 | Suecia       | 1:3 (0:3) | Eslovenia                     | Estádio do Varzim SC, Póvoa de Varzim |                              |
|                            | Drešević 82' | Reporte   | Elšnik 36' · Kramarič 38' 46' | Árbitro(s): Dejan Jakimovksi          | Árbitro(s): Dejan Jakimovksi |

| 26 de marzo de 2016, 17:00 | Portugal    | 1:1 (1:0) | Rusia       | Estadio Ciudad de Barcelos, Barcelos |                                    |
|                            | Delgado 41' | Reporte   | Obolsky 90' | Árbitro(s): Alexandros Aretopoulos   | Árbitro(s): Alexandros Aretopoulos |

| 29 de marzo de 2016, 17:00 | Eslovenia   | 1:3 (0:2) | Portugal                           | Estádio do Rio Ave FC, Vila do Conde |                            |
|                            | Tijanič 79' | Reporte   | Dias 17' · Costa 18' · Delgado 72' | Árbitro(s): Padraig Sutton           | Árbitro(s): Padraig Sutton |

| 29 de marzo de 2016, 17:00 | Rusia                                   | 2:1 (0:1) | Suecia      | Estádio do Varzim SC, Póvoa de Varzim |                                    |
|                            | Melkadze 63' (pen.) · Zhamaletdinov 78' | Reporte   | Nilsson 15' | Árbitro(s): Alexandros Aretopoulos    | Árbitro(s): Alexandros Aretopoulos |

#### Grupo 7
Se disputó del 24 al 29 de marzo de 2016 en Serbia.
| Equipo     | Pts | PJ | PG | PE | PP | GF | GC | Dif |
| ---------- | --- | -- | -- | -- | -- | -- | -- | --- |
| Francia    | 9   | 4  | 3  | 0  | 0  | 6  | 0  | 6   |
| Dinamarca  | 4   | 4  | 1  | 1  | 1  | 9  | 7  | 2   |
| Serbia     | 4   | 4  | 1  | 1  | 1  | 6  | 4  | 2   |
| Montenegro | 0   | 4  | 0  | 0  | 3  | 2  | 12 | -10 |

| 24 de marzo de 2016, 14:30 | Francia  | 1:0 (0:0) | Montenegro | Jagodina City Stadium, Jagodina |                           |
|                            | Blas 53' | Reporte   |            | Árbitro(s): Robert Madley       | Árbitro(s): Robert Madley |

| 24 de marzo de 2016, 14:30 | Serbia                        | 2:2 (0:0) | Dinamarca                             | Estadio Čika Dača, Kragujevac |                          |
|                            | Šaponjić 60' · Mijailović 84' | Reporte   | Duelund 56' (pen.) · Bruun Larsen 76' | Árbitro(s): Alper Ulusoy      | Árbitro(s): Alper Ulusoy |

| 26 de marzo de 2016, 14:30 | Francia                                         | 4:0 (2:0) | Dinamarca | Jagodina City Stadium, Jagodina |                              |
|                            | Mbappé 9' · Onguéné 13' · Diop 53' · Thuram 56' | Reporte   |           | Árbitro(s): Georgios Kominis    | Árbitro(s): Georgios Kominis |

| 26 de marzo de 2016, 14:30 | Montenegro    | 1:4 (1:2) | Serbia                                               | Estadio Metalac, Gornji Milanovac |                          |
|                            | O. Šarkić 21' | Reporte   | Jović 33' (pen.) · Duronjić 37' 51' · Milenković 54' | Árbitro(s): Alper Ulusoy          | Árbitro(s): Alper Ulusoy |

| 29 de marzo de 2016, 14:30 | Serbia | 0:1 (0:1) | Francia    | Estadio Čika Dača, Kragujevac |                           |
|                            |        | Reporte   | Mbappé 41' | Árbitro(s): Robert Madley     | Árbitro(s): Robert Madley |

| 29 de marzo de 2016, 14:30 | Dinamarca                                                        | 7:1 (3:1) | Montenegro    | Jagodina City Stadium, Jagodina |                              |
|                            | Veber 4' 19' 53' 67' · Rasmussen 30' · Laursen 49' · Duelund 59' | Reporte   | Vorotović 17' | Árbitro(s): Georgios Kominis    | Árbitro(s): Georgios Kominis |

## Equipos clasificados
Los siguientes equipos clasificaron para el torneo final:
| Equipo       | Clasificado como                      | Participaciones anteriores en el torneo Sólo sub-19 (desde 2002) |
| ------------ | ------------------------------------- | ---------------------------------------------------------------- |
| Alemania     | Organizador                           | 7 (2002, 2004, 2005, 2007, 2008, 2014, 2015)                     |
| Inglaterra   | Ganador del grupo 1 de la ronda élite | 7 (2002, 2003, 2005, 2008, 2009, 2010, 2012)                     |
| Italia       | Ganador del grupo 2 de la ronda élite | 4 (2003, 2004, 2008, 2010)                                       |
| Austria      | Ganador del grupo 3 de la ronda élite | 6 (2003, 2006, 2007, 2010, 2014, 2015)                           |
| Países Bajos | Ganador del grupo 4 de la ronda élite | 3 (2010, 2013, 2015)                                             |
| Croacia      | Ganador del grupo 5 de la ronda élite | 2 (2010, 2012)                                                   |
| Portugal     | Ganador del grupo 6 de la ronda élite | 7 (2003, 2006, 2007, 2010, 2012, 2013, 2014)                     |
| Francia      | Ganador del grupo 7 de la ronda élite | 8 (2003, 2005, 2007, 2009, 2010, 2012, 2013, 2015)               |

1. ↑  Negrita indica campeón de esa edición. Cursiva indica organizador de esa edición.

## Goleadores
Los siguientes jugadores anotaron cinco o más goles en la competencia clasificatoria:
| Jugador             | Selección | Goles |
| ------------------- | --------- | ----- |
| Ivan Šaponjić       | Serbia    | 6     |
| Nany Dimata         | Bélgica   | 5     |
| Jean-Kévin Augustin | Francia   | 5     |
| Anas Mahamid        | Israel    | 5     |
| Karol Świderski     | Polonia   | 5     |
| Luka Jović          | Serbia    | 5     |